# Mazinghem
Mazinghem település Franciaországban, Pas-de-Calais megyében. Lakosainak száma 458 fő (2022. január 1.). Mazinghem Lambres, Isbergues, Norrent-Fontes, Quernes és Rombly községekkel határos.

## Népesség
A település népességének változása:
| Lakosok száma | 483  | 479  | 485  | 474  | 471  | 469  | 466  | 462  | 458  |
|               | 2013 | 2015 | 2016 | 2017 | 2018 | 2019 | 2020 | 2021 | 2022 |